# Ahmed Hasán al Bakr
Ahmed Hasán al Bakr, en árabe: أحمد حسن البكر, (Tikrit, Irak, 1 de julio de 1914-Bagdad, 4 de octubre de 1982) fue un político y militar iraquí, perteneciente al Partido Baaz Árabe Socialista, y presidente de la República de Irak entre 1968 y 1979 tras participar en un golpe de Estado que derrocó al general Abdul Karim Qasim. En 1979, se retiró por motivos de salud, siendo sustituido por su vicepresidente Sadam Huseín. Fue el cuarto presidente de Irak en su etapa republicana.

## Su vida
Ahmed Hasán al Bakr nació en el año 1914 en el pueblo al Awja en la ciudad de Tikrit, en el seno de una familia árabe perteneciente a la tribu Albijat. Ingresó en la escuela primaria «Dar Al Malamen», y continuó su formación para poder trabajar como maestro de enseñanza primaria. En 1938, decide abandonar su puesto como profesor de escuela e ingresa en la Facultad Militar para graduarse posteriormente en calidad de oficial del Ejército de Irak. Se casó con su prima Ghayda Nada Hussein, y los dos pertenecían a la tribu Al Abu Naser(Albijat). Tuvo tres hijos: Haitham, Salam y Mohamed, este último fallecido tras un accidente.

## Actividad política
Después de graduarse como oficial del ejército, participó en la Guerra Anglo-Iraquí apoyando al régimen de Rashid Ali contra los británicos, motivo por el que fue arrestado y forzado a pasar un tiempo en prisión antes de ser expulsado del Ejército. En el año 1959 Al Bakr fue expulsado  del ejército y después inicio una rebelión en el Mosul en contra del gobierno  con el fin de llevar a cabo un acercamiento entre Irak y la República Árabe Unida,  y a pesar de su expulsión, Al Baker, logró conservar  su destacada posición en el partido  Al Baath donde ayudó a provocar el golpe de Estado en contra de Abdul Karim Qasem en el año 1963.
Pese a su participación en el golpe de julio de 1958 contra la monarquía de Faisal II, mantuvo también ciertas diferencias con el régimen de Abdul Karim Qasim y apoyó el derrocamiento de este en febrero de 1963. Tras el éxito del golpe, y después de lograr el golpe de Estado con éxito, al Bakr se convirtió  en el primer ministro y vicepresidente de la República, en enero del 1964 Al Bakr fue despojado de su cargo en el gobierno gracias a Abdul Salam Aref.

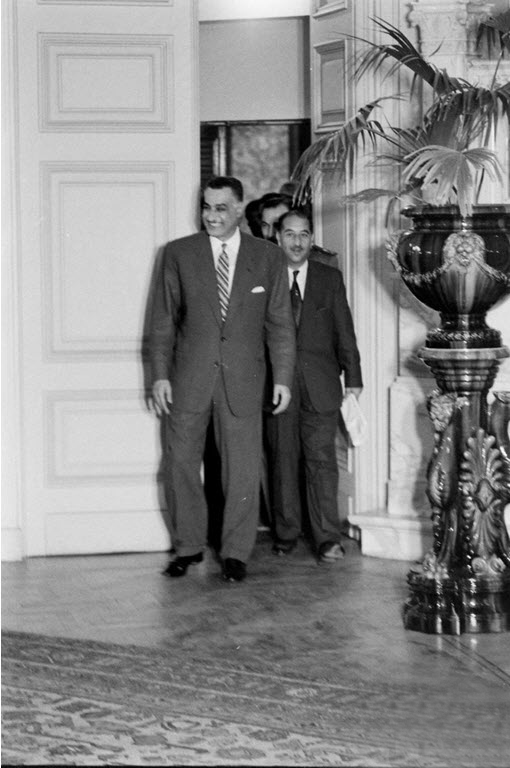
Ahmed Hasán al Bakr y Gamal Abdel Nasser 1963.

Tras la muerte de Abdul Salam Arif en abril de 1966, su hermano Abdul Rahman asumió el gobierno, manteniendo a al Bakr en su mismo cargo. Durante este periodo al Bakr aprovecharía para ampliar su poder dentro y fuera del Baaz hasta convertirse en el político más poderoso de Irak. Carente de la influencia política y el carisma de su fallecido hermano, Abd ar-Rahman Arif vio asentarse la influencia del «Partido del Renacimiento» también en las Fuerzas Armadas. En 1968 Al Baath logró llevar acabó un golpe de Estado en contra del presidente Abdul Rahman Aref y se convirtió Ahmed Hasán Al Bakr en el presidente de la República.

## Presidencia de la República (1968-1979)
Al Bakr organizó el Movimiento 17 de julio de 1968, que derrocó al entonces presidente iraquí Abd ar-Rahman Arif, y asumió la presidencia de la República, nombrando como primer ministro a Abdul-Razzaq Al-Nayef. Su ministerio, sin embargo, duró menos de dos semanas, cuando fue depuesto por petición del movimiento del 30 de julio de 1968, que reclamaba su dimisión. A causa de la transición hacia un sistema presidencial, Ahmed Hassan Al Bakr juró cargo como primer ministro el 30 de julio de 1968.
Inicialmente, al Bakr evitó hacer demostraciones de que el Baaz se había convertido en el nuevo poder de facto de Irak, pero gradualmente este hecho fue conocido por el público. El nuevo régimen buscó un mayor acercamiento con el gobierno de Gamal Abdel Nasser en Egipto e inclusive planificó su integración oficial en la República Árabe Unida. Pero las relaciones con Egipto se deterioraron poco antes de la muerte de Nasser en 1970. Las ambiciones políticas del Baaz chocaban con las del régimen nasserista respecto a cuestiones prácticas —quién se haría cargo de la administración pública, entre otras— y el plan de unificación de ambos países fue revocado.
Uno de los problemas principales al que tuvo que hacer frente el régimen de al Bakr fueron los continuos enfrentamientos con la etnia kurda del norte de Irak, que no contaba con autonomía política ni independencia pese a unas reclamaciones que databan desde el fin de la monarquía hachemita en 1958. Ante ello, los kurdos, liderados por Mustafa Barzani, iniciaron una rebelión armada contra el régimen de al Bakr en 1974, contando con apoyo financiero y logístico de Irán. Solo ciertas concesiones políticas de al Bakr hicieron que el sah de Irán, Mohammad Reza-Pahleví retirase su apoyo a los kurdos, causando el fracaso de la revuelta.
La acción exterior del gobierno de al Bakr se caracterizó por su adhesión al complejo juego de alianzas y desavenencias de la región, particularmente volátil en la década de los setenta. Las relaciones con el bloque soviético pasaron por óptimas: en 1969 Irak fue el primer país árabe en reconocer a Alemania Oriental, y el 9 de abril de 1972 el primer ministro soviético, Alexéi Kosygin, firmó con al-Bakr en Bagdad un tratado de amistad y cooperación que permitió la adquisición de grandes cantidades de armamento soviético durante 15 años. El 14 de mayo de ese mismo año entraron en el gobierno dos ministros comunistas (junto con dos nasseristas y cinco kurdos). Al Bakr devolvió la visita a Moscú el 14 de septiembre.
Paralelamente, las relaciones con Israel alcanzaron su peor momento diplomático, condenando en 1969 a varios judíos acusados de espionaje a muerte por ahorcamiento. Otros países con los que se deterioraron las relaciones fueron Kuwait, por cuestiones relacionadas con reivindicaciones territoriales, e Irán, con quien rompió las relaciones en noviembre de 1972 a raíz de la ocupación iraní de unas islas en el Golfo Pérsico. Con este último, no obstante, alcanzó un modus vivendi en 1975. Del mundo occidental sólo Francia mantuvo vínculos provechosos con Bagdad, que nacionalizó el petróleo el 1 de junio de 1972 —figurando entre los afectados la poderosa Compañía Petrolera Iraquí— y se distinguió como el más entusiasta promotor del embargo de crudo árabe a Occidente que desencadenó la crisis del petróleo de 1973 (17 de septiembre, cumbre de la Organización de Países Árabes Exportadores de Petróleo en Kuwait).
Durante el tiempo de la presidencia de Al Bakr, llevó a cabo grandes logros entre ellos, la nacionalización del petróleo, el desarrollo del Ministerio del petróleo, la colocación de asesores para él mismo en el ministerio. También logró llevar a cabo  una amplia gama de reformas sociales Y económicas, expansión industrial, mejora de la infraestructura Y el fortalecimiento del ejército con armamento de los soviéticos, y también logró reprimir el levantamiento kurdo parte del cual fue financiado por Irán. Y el año 1979 se deterioró la salud de Al Bakr donde el diputado de Sadam Hussein el poder real detrás del trono del poder, y el 16 de julio del 1979, renunció Al Bakr y le entregó el poder a su diputado Sadam Hussein.

## Logros
- El 11 de marzo de 1970 acordó con los kurdos iraquíes reconocer sus derechos culturales a través de la declaración denominada «Acuerdo de Autonomía Kurda» o Manifiesto del 11 de marzo.[13]
- El 1 de junio de 1972, nacionalizó el petróleo de Kirkuk —seguidamente haría lo mismo con el de Mosúl y Basra— después de aprovechar que se agotasen las reservas en los campos de las empresas monopolistas en Kirkuk tras la aprobación de la Resolución 80 promulgada por Abd al-Karim Qasim en 1960, que prohibía temporalmente a las empresas monopolistas la exploración o perforación del suelo.  Al Bakr elogió la decisión de Abdul-Karim Qasim promoviéndola a través de periódicos, seminarios, reuniones del partido y planes de estudio escolares durante su reinado en los años setenta, pero registró la nacionalización de la Compañía Petrolera Iraquí, que operaba en el país desde 1927 como agente manipulador de la economía y la política de Irak bajo supervisión del gobierno británico.[14]
- El período del presidente Ahmed Al Bakr fue testigo de un amplio desarrollo económico en Irak, impulsado por el aumento de los precios del petróleo.[15]
- La educación floreció durante su reinado. La UNESCO declaró en 1977 que la educación en Irak se había vuelto comparable a la proporcionada por el sistema educativo de los países escandinavos.
- Mantuvo una sólida relación con la Unión Soviética al firmar ambas partes el «Tratado de Amistad y Cooperación» el 9 de abril de 1972, el segundo de los que habría de firmar la URSS con un país árabe.[16][17]
- Envió fuerzas para apoyar militarmente a Siria durante la guerra de octubre de 1973, comúnmente referida como la guerra de Yom Kipur.[15]
- El académico Salem al-Alusi mencionó que el presidente Ahmed Hassan al-Bakr, al comienzo de su gobierno, exigió a Irán que devolviera los restos del califa Harun al-Rashid, figura representativa de la edad de oro de Bagdad, por invitación e insistencia de Abdul-Jabbar Al-Jumard, exministro de Relaciones Exteriores iraquí durante la era de Abdul Karim Qasim.  A cambio, ofreció devolver los restos del jeque Abdul Qadir al-Jilani, nacido en Kailan (Irán). En una consulta del presidente al historiador Mustafa Jawad para que aclarara el asunto, este respondió: Las fuentes que mencionan que Sheikh Abdul Qadir nació en Kilan en Irán, se basan en una historia que no ha sido corroborada ni investigada, por lo que no deberían contarse como testimonios fiables. En cuanto a Al-Asoub, nació en un pueblo llamado Al-Jeel cerca de Al-Madaen y se descarta que haya nacido en Irán o que su abuelo se llame Gilan. Así lo confirmó el erudito Hussein Ali Mahfouz en el festival de Jalawla celebrado por la Unión de Historiadores Árabes, y el historiador Al-Alusi que también estuvo presente en 1996. De hecho, el Reino de Irán fue informado de esto, pero con la intervención de un país árabe, el asunto se dio por zanjado.[18]
- Al Baker recibió un collar de agradecimiento del reino español donde se dictó el real decreto 1668/1978el 14 de junio otorgando el collar de La Reina Isabel la Católica al general Ahmed Hassan Al Bakr, presidente de la República de Irak y entregó el collar de reconocimiento Al Rey Juan Carlos en la fecha del 14 de junio del 1978.[19]

## Derrocamiento
A partir de 1976 al Bakr empezó a delegar funciones en su lugarteniente, Sadam Huseín, por entonces un joven líder del Partido Baaz que nunca había prestado servicios en las Fuerzas Armadas. Por influencia de Sadam en 1978 se prohibió toda actividad política diferente a la del Baaz. Al año siguiente, el 16 de julio de 1979 el presidente Ahmed Hassan Al Bakr presentó su dimisión. La renuncia oficial anunció que el presidente se alejaba de la política por motivos de salud, pero las circunstancias reales nunca fueron esclarecidas. A partir de ese momento, Sadam Huseín se convierte en el hombre fuerte de la República de Irak y comienza un proceso de concentración de poder que duró hasta su derrocamiento en el año 2003 con la intervención de los Estados Unidos de América. La renuncia fue presentada poco después de cumplir los 65 años y haber transferido el poder a Sadam Huseín, quien pronto expulsaría del gobierno a los antiguos funcionarios leales a al Bakr.

Saddam Hussein y Ahmed Hasán al-Bakr 1978.

Retirado de la política, Ahmed Hasan Al Bakr murió en Bagdad en 1982.